# Mercedes-Benz W123
Mercedes-Benz W123 — семейство легковых автомобилей бизнес-класса немецкой торговой марки Mercedes-Benz, являющееся предшественником современного E-класса. Официальная премьера состоялась 29 января 1976 года, хотя производство было налажено ещё в ноябре 1975 года. Серия автомобилей W123 пришла на смену семейству Mercedes-Benz W114/W115. Изначально модель была представлена только в кузове седан, но позже появились модификации в кузовах универсал, купе, а также седан с удлинённой колёсной базой.
При работе над новой серией автомобилей бизнес-класса инженеры компании уделили большое внимание безопасности автомобиля. Так, у модели удалили передний подрамник, укрепили конструкцию салона, увеличили зоны деформации, а топливный бак разместили над задней осью с целью снизить риск повреждения бака и возгорания при ударе сзади. В 1980 году конструкторы оснастили серию антиблокировочной системой (ABS) в качестве опции, а ещё через два года W123 обзавёлся опциональной подушкой безопасности.
В 1984 году серия W123 уступила место в модельном ряду фирмы Mercedes-Benz моделям в кузове W124, ставшими официальным первым поколением нового E-класса. Тем не менее, автомобили 123 серии в кузове седан выпускались до 1985 года, а в кузове универсал — до 1986 года. Всего за время производства было продано 2,7 миллиона экземпляров данной серии, что делает автомобиль наиболее успешным в истории немецкой торговой марки Mercedes-Benz. Кроме того, автомобиль стал первым транспортным средством, которое собиралось в кузове универсал на заводе компании.

## История

### Предыстория
Ранние работы над спецификациями для новой модели серии бизнес-класса были разработаны ещё в 1968 году. В последующие годы постоянно прорабатывался и изменялся дизайн будущего автомобиля. После выхода нового поколения автомобилей S-класса (серии W116) немецкий автомобилестроительный концерн Daimler-Benz всерьёз задумался об обновлении моделей среднего класса.
К 1973 году окончательные зарисовки дизайна экстерьера были по большей части завершены. Инженерами компании Mercedes-Benz была проведена большая работа по формированию новой серии, которая должна была получить кодовое имя W123 — новые решения в дизайне, в конструкции кузова и подвески, а также новые двигатели (включая роторные Ванкеля, которым было уделено большое количество времени). Новая серия обещала быть действительно передовой по тем временам, но нефтяной кризис начала 70-х внёс свои корректировки в планы компании. Многие разработки так и не были интегрированы в новый автомобиль.
Предварительные прототипы были выпущены в 1974 году. Испытательный цикл безопасности транспортных средств начался с тестов на соударение летом того же года. В 1970-х годах основным предметом дискуссий между правительством Германии и автопроизводителями являлась безопасность водителя и пассажиров. 1 января 1976 года Федеративная Республика Германии приняла закон об обязательной установке ремней безопасности для передних пассажиров, поэтому инженеры Mercedes-Benz ещё на этапе разработки новой модели интегрировали соответствующие средства безопасности.
Пилотная серия автомобилей состояла из 16 экземпляров и была выпущена летом 1975 года. После проведения подготовительных работ и комплексных мер тестирования серийных образцов компания была готова представить автомобиль широкой публике.

### Премьера (1976)
Mercedes-Benz 280 E, 1979
Серия W123 была представлена компанией Mercedes-Benz в январе 1976 года для замены устаревшей линейки автомобилей Mercedes-Benz W114/W115. Несмотря на то, что новая серия имела сходства в некоторых технических решениях с предшественниками, тем не менее новые модели получили увеличенную колёсную базу и внешние габариты, а также улучшенный кузов (салонная часть была усилена, были модернизированы и усилены стойки крыши и сам каркас). Также были тщательно проработаны зоны деформации спереди и сзади — энергопоглощение стало ощутимым, деформации при различных сочетаниях ударов — более прогнозируемыми. Экстерьер нового поколения также был обновлён, но сохранил стилистические отсылки к серии W114 / W115. Все двигатели были позаимствованы у W115. 3-литровый 5-цилиндровый дизельный силовой агрегат переименовали из «240D 3.0» в «300D» как это уже было сделано ранее на рынках Северной Америки. Единственным новым двигателем стал 2,5-литровый рядный 6-цилиндровый бензиновый силовой агрегат M123 (модель «250»), который заменил старый M114 рабочим объёмом 2496 куб.см.
Первыми были запущены в серию в ноябре 1975 года модели 280 и 280Е, но официально новая серия W123 была представлена публике бензиновыми моделями 200, 230 и дизельными 200D, 220D, 240D и 300D, к которым в апреле присоединилась версия 250. Самый ранний выпуск имел ряд мелких недоработок, которые впоследствии (до сентября 1976 года) были устранены. В их число входят некоторые открытые (необработанные) фрагменты днища кузова, отсутствие резиновой прокладки между бензобаком и кузовом, часы без временной разбивки шкалы, отсутствие пластиковой накладки замка багажника и другие проблемы. Несмотря на критику новой серии за отсутствие новизны и сходство с предшественником, автомобиль стал пользоваться колоссальным успехом, о чём говорила статистика продаж и очереди в дилерские центры.
Купе Mercedes Benz 230 CE, 1985
Весной 1976 года компания представила версию в кузове купе, получившую более короткую колёсную базу в сравнении с седаном (2710 мм против 2795 мм). По сравнению со своим предшественником, купе имело гораздо более независимую конструкцию, в отличие от седана, и отличалось резко наклоннённым ветровым стеклом и подсветкой, хотя сохранило систему подвески и все технологии безопасности четырёхдверного варианта. Модельный ряд W123C / CE состоял из 230C (позже 230CE) и 280C / CE на большинстве рынков; в Северной Америке продавалась дополнительная версия 300 cd с безнаддувным (позже турбированным) 3-литровым дизельным двигателем. Все купе по стандарту оснащались прямоугольными фарами, а панели салона были выполнены из дерева. В автомобилях отсутствовала средняя стойка и обрамление стекла, что делало их почти кабриолетом. Для ремней безопасности была применена оригинальная конструкция в виде небольшого «наплыва» линии дверей (это же решение позже было применено и в купе серии W126). Автомобиль в кузове купе получил большую популярность у покупателей, о чём говорит тот факт, что клиентам, заказавшим модель в 1977 году, иногда приходилось ждать в течение двух лет для получения своего заказа.
С августа 1977 года начался выпуск длиннобазных модификаций серии (колёсная база составляла 3425 мм, что на 63 см больше, чем у седана). Они были доступны в качестве 7/8 местных седанов и отдельных шасси, на основе которых можно было собирать особые автомобиля, как, например, машины скорой помощи или катафалки. Подобной доработкой занимались фирмы Binz или Miesen. Модельный ряд удлинённой серии состоял из 240D, 300D и 250.
На Франкфуртском автосалоне в сентябре 1977 года была представлена модификация в кузове универсал, получившая коммерческое обозначение W123 T (хотя изначально рассматривались приставки «K» и «U»). Несмотря на скептическое отношение критиков к подобному кузову в рамках сегмента автомобилей бизнес-класса, исследование рынка, проведённое компанией в ходе разработки концепции, указали на определённый спрос на 5-дверные автомобили, особенно при эксплуатации его в качестве семейного транспортного средства или для отдыха. Первоначальный модельный ряд состоял из всех доступных на то время двигателей за исключением 200TD. По заказу клиента модель могли оснастить 15-дюймовыми колёсами, альтернативными пружинами и амортизаторами, а также более сильным усилителем тормозной системы (в этом случае грузоподъёмность автомобиля увеличивалась со стандартных 560 до 700 кг). Производство универсала началось в конце марта — начале апреля 1978 года на заводе в городе Бремен, Германия, который стал первым самостоятельным заводом в истории компании, выпускающим автомобили в кузове универсал. Только модели, представленные во Франкфурте, и первые 100 автомобилей этой серии были произведены в Зиндельфингене. В течение первых нескольких месяцев после запуска производства конструкция универсала подвергалась доработке. Так, например, был улучшен механизм фиксации капота (для всей серии), а модель 240D лишилась масляного радиатора. Затем в июле 1978 года рулевое управление с усилителем стало стандартом для версий 240D и 240 TD.
Немецкое автомобильное издание Auto, Motor und Sport в своём 14 выпуске за 1978 года написало следующие слова, проведя собственный тест-драйв автомобиля:
После испытания универсала нам стало ясно, что это будет желанной альтернативой седану.
Универсал Mercedes-Benz 280 TE (S123), 1980
В начале 1979 года мощность дизельных моделей была увеличена. Так, производительность 200D возросла с 55 л. с. (40 кВт) до 60 л. с. (44 кВт), с 65 л. с. (48 кВт) до 72 л. с. (53 кВт) для 240D и с 80 л. с. (59 кВт) до 88 л. с. (65 кВт) для 300D. В то же время модель 220D была снята с производства. В этом же году в сентябре произошло обновление серии. Все модели получили новое рулевое колесо (как на новой модели W126), новые материалы отделки салона, новые подголовники (меньшего размера), новые цвета окраски кузова, а в приборной панели треугольные индикаторы повторителей поворота заменили на стрелочки. Все модели в стандартной комплектации оснастили ремнями безопасности для задних пассажиров, для всех предложили регулируемую заднюю подвеску. Чуть позже поворотный переключатель температуры заменили прокручивающимся элементом управления и установили новый передний подлокотник, а также пластиковые подкрылки передних арок колёс.
В июне 1980 года компания представила новый четырёх-цилиндровый бензиновый двигатель (M102) в двух вариантах. 2-литровый силовой агрегат заменил старый M115, а 2,3-литровый с топливным впрыском сместил старый карбюраторный с модели 230. Мощность обоих вариантов была значительно выше, чем у их предшественников. В 1980/81 годах карбюраторные модели 280 были сняты с производства, а их заменили 280E с топливным впрыском.
Первый автомобиль Mercedes-Benz серии W123 с турбодизельным двигателем появился в октябре 1980 года и был назван 300 TD Turbodiesel. Модель предлагалась исключительно с автоматической коробкой переключения передач. Мощность силового агрегата составляла 125 лошадиных сил (92 кВт). На большинстве рынков 3-литровый дизельный силовой агрегат (OM617) предлагался только на автомобилях в кузове универсал, в то время как в Северной Америке он был также доступен в седанах и купе. На момент старта продаж в 1980 году стоимость турбодизельной модели составляла 37 200 немецких марок, что делало его одним из самых дорогих в серии (дороже был только 280 CE с ценой на 100 марок больше).

### Рестайлинг (1982)
С февраля 1982 года компания Mercedes-Benz стала предлагать дополнительную пятиступенчатую механическую трансмиссию для всех моделей на заказ. Кроме того, в это же время были предложены такие инновации, как антиблокировочная система тормозов ABS (с августа 1982 года), выдвигающаяся рулевая колонка и подушки безопасности для водителя.
В сентябре 1982 года все представители серии получили значительный рестайлинг. В ходе обновления все модели оснастили прямоугольными фарами (как в 280Е), видоизменёнными молдингами на передних стойках, гидроусилителем руля (стандарт для всех комплектаций), деревянными вставками панелей салона, электрическое правое зеркало заднего вида, более крупную лампу освещения салона с задержкой выключения. В салоне все кнопки и выключатели стали более округлыми, изменилась форма спинок передних сидений, исчезли вставки из кожзаменителя в боковинах сидений (все сиденья теперь с единого обивочного материала).
Компания Mercedes-Benz начала искать альтернативные топливные технологии очень давно. Серия W123 неоднократно служила в качестве тестового транспортного средства. В 1983 году немецкий концерн представил версию 280 TE с двигателем, работающим на водороде. Было также испытано транспортное средство с электрическим силовым агрегатом, который установили на модель в кузове универсал. А с 1982 года была серийно доступна версия W123 с бивалентным двигателем: автомобиль работал на сжиженном газе или бензине, а водитель выбирал режим с помощью соответствующего переключателя.

### Завершение производства

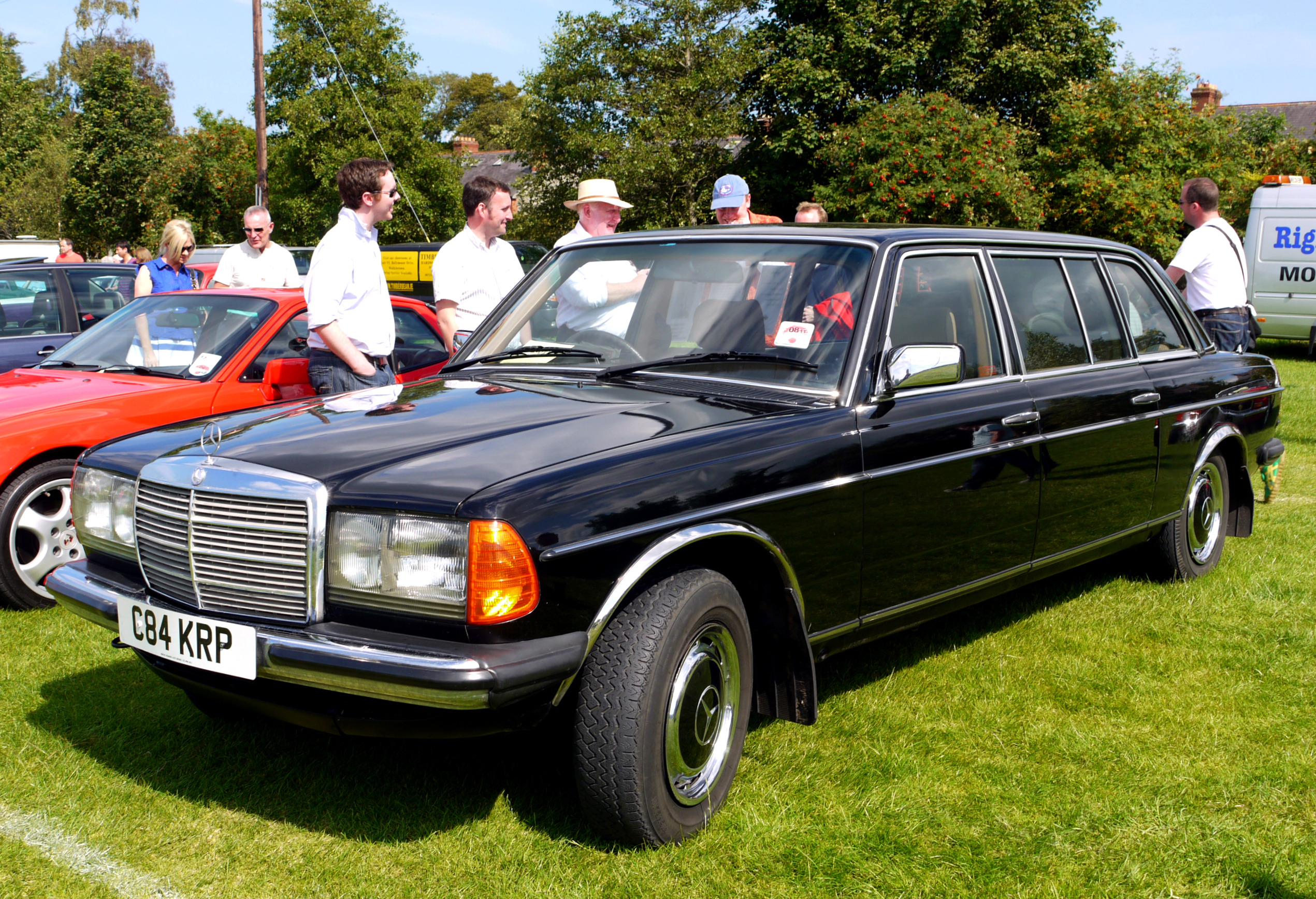
Mercedes-Benz 250 (V123), 1985 год

Официально производство W123 завершилось в ноябре 1985 года. В это время 1-е поколение E-класса (W124) уже год как производилось на заводах компании. Выпуск последних моделей в кузове универсал завершился в январе 1986 года выпуском последних 63 универсалов. По итогам продаж самыми популярными моделями серии стали 240D (454 780 единиц), 230E (442 000 единиц) и 200d (378 000).
Серия W123 превзошла по продажам (2,7 млн) предшественника W114/W115 и стала наиболее успешной моделью немецкого концерна Daimler-Benz за всю историю фирмы. Преемником W123 в 1984 году стал более современный Mercedes-Benz W124 с многорычажной задней подвеской.
За десять лет производства серии модели с дизельными двигателями оказались самыми успешными: фаворитом линейки среди покупателей была модель 240 D (448 986 седанов, 38 903 универсалов, 3841 длиннобазных седанов и 1953 шасси — в общей сложности 493 683 единиц). Самой востребованной моделью с бензиновым двигателем стала версия 230 E (245 588 седанов, 42 284 универсала, 29 858 купе и 294 шасси, что в общей сложности составило 318 024 единиц).

## Описание

### Наименование
Традиционно, наименование моделей серии W123 отражает информацию о типе шасси, а также рабочем объёме и типе двигателя. Расшифровка коммерческих индексов выглядит следующим образом:
- C от слова Coupé и обозначает вариант в кузове купе;
- T от Tourismus und Transport и обозначает вариант в кузове универсал;
- D от Diesel и указывает на наличие дизельного силового агрегата;
- E от Einspritzung и указывает на моновпрыск топлива.

Что касается шасси, то их расшифровка выглядит следующим образом:
- W123 обозначает классический седан;
- S123 обозначает универсал;
- C123 обозначает купе;
- V123 обозначает седан с удлинённой колёсной базой;
- F123 обозначает особое шасси, которое может быть использовано для сборки специфических машин (например машин скорой помощи).

### Экстерьер
Внешне автомобиль Mercedes-Benz W123 стал выглядеть шире и строже своего предшественника. Вместо характерных для 1960-х/70-х годов вертикальных фар на серии W123 появилась горизонтальные прямоугольные блок-фары, которые кроме основной фары ближнего/дальнего света имели ещё и галогенную противотуманную фару. Благодаря подобному решению пропал зазор между решёткой радиатора и оптикой. Младшие модели имели круглые отражатели и светорассеиватели, старшие модели с двигателями рабочим объёмом 2,8 литра (280 и 280E) имели уже прямоугольные фары, похожие на фары модели W116. После рестайлинга 1982 года данное решение было распространено на все модели серии. Подобная передняя оптика стала прародителем будущего дизайна второго поколения E-класса (W210).
В отличие от S-класса, противотуманные фары серии W123 располагались ближе к центру. Таким образом, с середины 70-х седаны всех классов получили противотуманные фары в качестве стандартной комплектации. Автомобиль в кузове универсал оснащался хромированными рейлингами на крыше (стандарт с 1978 года). Кроме того, для пятидверной модели были доступны на заказ легкосплавные колёсные диски.
Старшие модели 280 и 280Е кроме фар, отличных от других моделей, также имели дополнительные хромовые накладки под задними фонарями. Все модели оснастили плоским фирменным логотипом на крышке багажника. После рестайлинга топовые версии серии заменили решётку воздухозабора (отделали хромом).
|  |  |  |  |

### Интерьер
В стандартном оснащении автомобили W123 имели тканевую обивку салона. На заказ были доступны велюровый или кожаный салон и отделка натуральным деревом. Панели салонов топовых моделей серии (280 и 280Е) в стандартной комплектации выполнялись из дерева с хромированными вставками.
Приборная панель включает комбинированный прибор с тремя указателями (температуры охлаждающей жидкости, уровня топлива и давления масла), спидометр и аналоговые часы. Из контрольных и сигнальных ламп присутствуют только указатели поворотов, дальний свет, зарядка аккумулятора и ручной тормоз.
Все модели получили большое рулевое колесо (как на серии W116), более прямоугольные переключатели на средней консоли, жестяное обрамление пепельницы в средней консоли и новые коврики для ног.
В ходе обновления 1982 года все модели оснастили деревянными вставками панелей салона, электрическим правым зеркалом заднего вида и более крупной лампой освещения салона с задержкой выключения. В салоне все кнопки и выключатели стали более округлыми, изменилась форма спинок передних сидений, исчезли вставки из кожзаменителя в боковинах сидений (все сиденья теперь из единого обивочного материала). На приборной панели появился стрелочный эконометр, в очередной раз изменились ручки и обивка дверей изнутри. Хромовые накладки на дверях заменили на чёрные. Топовую модель 280Е и купе оснастили велюровыми ковриками и изменили отделку пепельницы в передней консоли (теперь она стала выполняться из дерева).
Небольшие изменения в интерьер произошли в 1984 году, когда в автомобиле заменили замки ремней безопасности и изменили вид багажных сеток в спинках передних сидений.
|  |  |  |

### Кузов
Серия W123 отличалась большим разнообразием кузовов: кроме классического четырёхдверного седана производился пятидверный универсал (заводской код S123), обозначавшийся добавочной буквой «Т» в индексе (пример: Mercedes-Benz 230T), двухдверное купе-хардтоп (заводской индекс C123), четырёхдверный семиместный седан со страпонтенами, но без внутренней перегородки за передними сиденьями (то есть не лимузин) использовавшийся отелями, аэропортами и таксопарками для перевозки делегаций, групп туристов и т. д.

### Электрооборудование

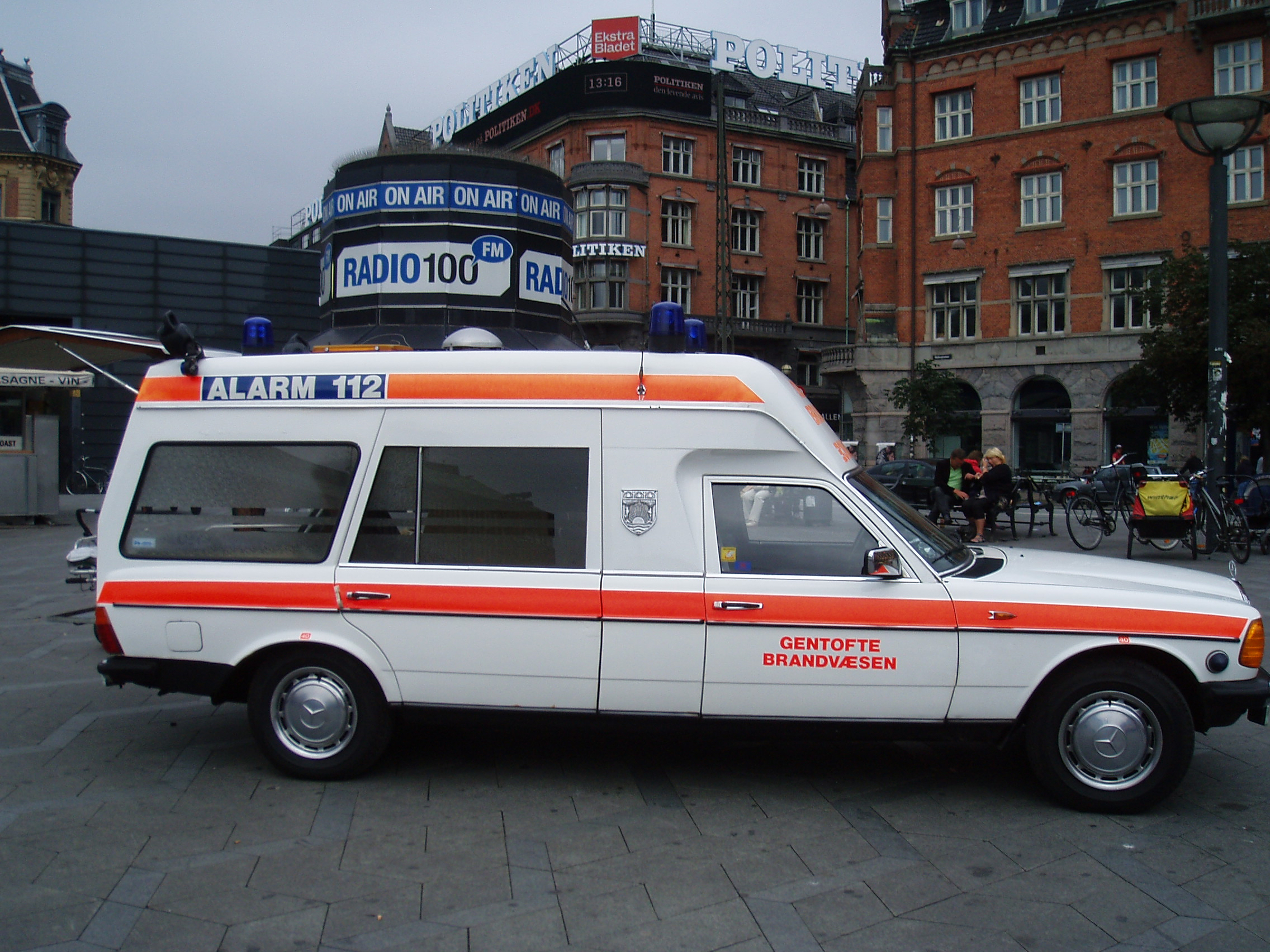
Машина скорой помощи пожарной бригады из Гентофте

В список стандартного оборудования автомобиля W123 серии вошли:
- противотуманные фонари;
- обогрев заднего стекла с автоматическим выключением;
- автоматическое отключение задних противотуманных фонарей при выключении основного освещения (новая конструкция переключателя наружного освещения);
- двойное уплотнение дверей снизу;
- раздельный обогрев салона для водителя и переднего пассажира;
- индикатор износа тормозных колодок на приборной панели.

Список доступного на заказ оборудования и систем для всей серии W123 включает:
- внешнее зеркало со стороны пассажира (стандарт на моделях в кузове универсал);
- 5-ступенчатая механическая коробка передач (европейский рынок);
- 4-ступенчатая АКПП (стандарт в турбодизельных моделях);
- электрические стеклоподъёмники;
- вакуумный центральный замок;
- предпусковой таймер для нагрева двигателя (Standheizung);
- самоблокирующийся дифференциал;
- люк;
- кондиционер;
- климат-контроль;
- очиститель-омыватель фар (европейский рынок);
- круиз-контроль Tempomat;
- усилитель руля (стандарт с 1982 года);
- обогрев сидений.

### Безопасность
Для обеспечения безопасности водителя и пассажиров значительной модернизации подверглась конструкция кузова и зоны деформации. Передняя и задняя части кузова транспортного средства были разработаны таким образом, чтобы контролировать степень деформации и при столкновении поглощать значительно больше энергии удара, чем более ранние конструкции компании. Центральная часть салона, так называемый каркас безопасности (запатентован в 1951 году) была значительно усилена благодаря внедрению сильных коробчатых сечений в раму крыши и использования шести столбов. Усиленная дверная балка также обеспечивала улучшенную защиту от ударов.
С целью повышения пассивной безопасности была применена новая травмобезопасная конструкция рулевой колонки. Теперь поворотный механизм и сама труба колонки были связаны специальным сильфоном, который предотвращал смещение рулевой колонки в салон при фронтальном ударе. Это решение и улучшение структуры кузова были разработаны пионером пассивной безопасности по имени Бела Барени. Безопасное рулевое управление было запатентовано ещё в 1963 году в качестве целостной системы.
Изначально ремнями безопасности были оборудованы только передние сиденья, но с 1979 года это решение распространилось и на задних пассажиров. С 1982 года для автомобилей серии W123 стала доступна антиблокировочная система тормозов ABS и подушка безопасности водителя, встроенная в руль.

### Двигатели

#### Бензиновые
| Двигатель:        | M115                              | M115                               | M102                               | M102                                           | M123                                                                                         | M110 |
| ----------------- | --------------------------------- | ---------------------------------- | ---------------------------------- | ---------------------------------------------- | -------------------------------------------------------------------------------------------- | --- |
| Модель            | 200                               | 230, 230 T 230 °C                  | 200, 200 T                         | 230 E, 230 TE 230 CE                           | 250, 250 T                                                                                   | 280, 280 °C 280 E, 280 TE, 280 CE |
| Годы производства | 11/1975-05/1980                   | 11/1975-05/1980                    | 06/1980-01/1986                    | 06/1980-01/1986                                | 11/1975-01/1986                                                                              | 11/1975-01/1986 |
| Конструкция       | Четырёхцилиндровый рядный OHC     | Четырёхцилиндровый рядный OHC      | Четырёхцилиндровый рядный OHC      | Четырёхцилиндровый рядный OHC                  | Шестицилиндровый рядный, OHC                                                                 | Шестицилиндровый рядный DOHC |
| Рабочий объём     | 1988 см3                          | 2307 см3                           | 1997 см3                           | 2299 см3                                       | 2525 см3                                                                                     | 2746 см3 |
| Система питания   | Карбюратор Stromberg Typ 175CDTU  | Карбюратор Stromberg Typ 175CDTU   | Карбюратор Stromberg Typ 175 CDT   | Механический впрыск топлива (Bosch K-Jetronic) | Двойной карбюратор Typ Solex 4A1                                                             | Двойной карбюратор Typ Solex 4A1 (280, 280 °C) или механический впрыск топлива Bosch K-Jetronic (280 E, TE, CE) |
| Мощность          | 69 кВт (94 л. с.) при 4800 об/мин | 80 кВт (109 л. с.) при 4800 об/мин | 80 кВт (109 л. с.) при 5200 об/мин | 100 кВт (136 л. с.) при 5100 об/мин            | 1976-1979: 95 кВт (129 л. с.) при 5500 об/мин 1979-1985: 103 кВт (140 л. с.) при 5500 об/мин | Карбюраторная версия (1976—1981): 115 кВт (156 л. с.) при 5500 об/мин Версия со впрыском топлива (1976—1978): 130 кВт (177 л. с.) при 6000 об/мин Версия со впрыском топлива (1978—1984): 136 кВт (185 л. с.) при 5800 об/мин |
| Крутящий момент   | 158 Н·м при 3000 об/мин           | 186 Н·м при 3000 об/мин            | 170 Н·м при 3000 об/мин            | 205 Н·м при 3500 об/мин                        | 192 Н·м при 3500 об/мин с 09/1979: 200 Н·м при 3500 об/мин                                   | 223 Н·м при 4000 об/мин (280 E) 234 Н·м при 4500 об/мин с 4/1978: 240 Н·м при 4500 об/мин |

#### Дизельные
| Двигатель         | OM615                                                                                     | OM615                                                                 | OM616                                                                                     | OM617                                                                                     | OM617 |
| ----------------- | ----------------------------------------------------------------------------------------- | --------------------------------------------------------------------- | ----------------------------------------------------------------------------------------- | ----------------------------------------------------------------------------------------- | --- |
| Модель            | 200 D                                                                                     | 220 D                                                                 | 240 D, 240 TD                                                                             | 300 D, 300 TD, (США: 300 CD)                                                              | (США: 300 D Turbo, 300 TD Turbo, 300 CD Turbo)                                                              |
| Годы производства | 07/1976-11/1985                                                                           | 01/1976-01/1979                                                       | 01/1976-01/1986                                                                           | 01/1976-01/1986                                                                           | 01/1976-01/1986                                                                                             |
| Конструкция       | 4-цилиндровый рядный, распределительный вал в головке блока цилиндров                     | 4-цилиндровый рядный, распределительный вал в головке блока цилиндров | 4-цилиндровый рядный, распределительный вал в головке блока цилиндров                     | 5-цилиндровый рядный, распределительный вал в головке блока цилиндров                     | 5-цилиндровый рядный, распределительный вал в головке блока цилиндров                                       |
| Рабочий объём     | 1988 см3                                                                                  | 2197 см3                                                              | 2399 см3                                                                                  | 3005 см3; с 08/1979: 2998 см3                                                             | 3005 см3; с 08/1979: 2998 см3                                                                               |
| Система питания   | впрыск дизельного топлива Bosch                                                           | впрыск дизельного топлива Bosch                                       | впрыск дизельного топлива Bosch                                                           | впрыск дизельного топлива Bosch                                                           | впрыск дизельного топлива Bosch + турбонаддув                                                               |
| Мощность          | 1976-1979: 40 кВт (54 л. с.) при 4200 об/мин 1979-1985: 44 кВт (60 л. с.) при 4400 об/мин | 44 кВт (60 л. с.) при 4400 об/мин                                     | 1976-1978: 48 кВт (65 л. с.) при 4200 об/мин 1978-1985: 53 кВт (72 л. с.) при 4400 об/мин | 1976-1979: 59 кВт (80 л. с.) при 4000 об/мин 1979-1985: 65 кВт (88 л. с.) при 4400 об/мин | 1980-1982: 89 кВт (121 л. с.) при 4350 об/мин (Turbo) 1982-1986: 92 кВт (125 л. с.) при 4350 об/мин (Turbo) |
| Крутящий момент   | 113 Н·м при 2400 об/мин                                                                   | 126 Н·м при 2400 об/мин                                               | 137 Н·м при 2400 об/мин                                                                   | 172 Н·м при 2400 об/мин                                                                   | 230 Н·м при 2400 об/мин; ab 10/1982: 250 Н·м при 2400 об/мин                                                |

### Ходовая часть

#### Подвеска
Задняя подвеска с диагональными рычагами была применена от предыдущей модели (независимая, с винтовыми цилиндрическими пружинами, диагональными рычагами, телескопическими амортизаторами и стабилизатором поперечной устойчивости), передняя была позаимствована у новой серии W116 — появилась новая схема с двумя поперечными рычагами и нулевым плечом обкатки. В передней подвеске появился стабилизатор поперечной устойчивости, соединяющий верхние рычаги подвески, который отсутствовал на предыдущих сериях, что позволило избавиться от ощутимых кренов при прохождении поворотов на высоких скоростях, а также уменьшить поперечную раскачку. Передняя подвеска оснащалась телескопическими амортизаторами, винтовыми цилиндрическими пружинами, верхними и нижними рычагами.
С 1979 года на заказ стала доступна регулируемая задняя подвеска.

## Производство и продажи

### Производство
Производство автомобилей серии W123 было налажено в городах Зиндельфинген / Штутгарт / Бремен (Западная Германия), Ист-Лондон (Южная Африка) и Чанчунь, Китай
.
Всего за время производства было собрано 2 696 915 единиц автомобилей 123 серии. Среди них 2 397 514 седанов, 99 884 купе и 199 517 универсалов. Количество модификаций с длинной колёсной базой составило 13 700 единиц. Для сборки автомобилей специального назначения компания выпустила 8373 унифицированных шасси. Всего на экспорт было собрано 1 080 000 автомобилей.

### Продажи
Статистика продаж Mercedes-Benz 123-серии на различных рынках выглядит следующим образом:
| Рынок    | 1976   | 1977    | 1978    | 1979    | 1980    | 1981    | 1982    | 1983    | 1984   | 1985   |
| -------- | ------ | ------- | ------- | ------- | ------- | ------- | ------- | ------- | ------ | ------ |
| Германия | 92 305 | 177 390 | 177 561 | 203 320 | 202 252 | 203 632 | 188 719 | 134 742 | 87 582 | 15 132 |

## Тюнинг
За период своего производства автомобиль Mercedes-Benz W123 был неоднократно доработан различными тюнинг-ателье, такими как AMG (в то время ещё не часть концерна Daimler-Benz), Brabus или Lorinser. Пакеты изменений включали модернизированную переднюю оптику, бампера, особые цвета покраски кузова, боковые юбки и различные легкосплавные диски. Технические модернизации представляли собой доработку подвески, изменение угла развала колёс и перепрограммирование или доработку силовых агрегатов.

### Основная
- Баландин Михаил. После 30 все только начинается: тест-драйв Mercedes-Benz W123 // «Колёса» : журнал. — 2016. — 1 июля. Архивировано 29 января 2017 года.
- Long Brian. Mercedes-Benz W123 series: All models 1976 to 1986. — Veloce Publishing Ltd, 2015. — 192 с. — ISBN 9781845847920. — ISBN 184584792X.
- Martin Buckley, Mark Cosovich. Mercedes-Benz W123: The Finest Saloon Car of the 20th Century?. — Independent Publishing Network, 2014. — 221 с. — ISBN 9781782803720. — ISBN 1782803726.
- Julian Parish. Mercedes-Benz W123: All models 1976 to 1986. — Veloce Publishing. — 64 с. — (Essential Buyer's Guide). — ISBN 9781845849269.
- Werner Oswald. Deutsche Autos 1945 - 1990: Audi, BMW, Mercedes, Porsche und andere. — Motorbuch-Verlag, 2001. — Т. 4. — 535 с. — (Deutsche Autos). — ISBN 9783613021310.
- Ulrich Knaack. Mercedes-Benz W123: 1975-1985 (Schrader-Typen-Chronik). — Motorbuch, 2006. — 96 с. — ISBN 978-3613025585.
- Ulf Kaack. Mercedes W 123: Typengeschichte und Technik. — GeraMond Verlag, 2013. — 134 с. — ISBN 9783862457038.
- Michael Rohde, Jens-Peter Sirup. Mercedes-Benz W 123. — Heel, 2004. — 168 с. — ISBN 9783898802543.
- Mischa Berghoff. Youngtimer-Pflege Mercedes W 123. Profitipps für Pflege und Werterhaltung. — Heel. — 96 с. — ISBN 978-3898806381. — ISBN 3898806383.

### Сервисные книги, руководства пользователя
- Trade Manual, Various. Mercedes W123 Owners Workshop Manual. — Brooklands Books, 2013. — 345 с. — ISBN 9781783180202. — ISBN 178318020X.
- Mercedes W123 Owners Workshop Manual 1976-1986: 200, 230, 230e, 250, 280, 280e. — Bentley Publishers, 1998. — 268 с. — ISBN 9780837612133. — ISBN 0837612136.